# Oxymerus virgatus
Oxymerus virgatus är en skalbaggsart som beskrevs av Pierre Émile Gounelle 1913. Oxymerus virgatus ingår i släktet Oxymerus och familjen långhorningar.
Artens utbredningsområde är:
- Paraguay.
- Uruguay.

Inga underarter finns listade i Catalogue of Life.